# Milán–Turín 2021
102. ročník jednodenního cyklistického závodu Milán–Turín se konal 6. října 2021 v Itálii. Vítězem se stal Slovinec Primož Roglič z týmu Team Jumbo–Visma. Na druhém a třetím místě se umístili Brit Adam Yates (Ineos Grenadiers) a Portugalec João Almeida (Deceuninck–Quick-Step). Závod byl součástí UCI ProSeries 2021 na úrovni 1.Pro.

## Týmy
Závodu se zúčastnilo 15 z 19 UCI WorldTeamů a 8 UCI ProTeamů. Každý tým přijel se sedmi závodníky, ale Alex Aranburu (Astana–Premier Tech) neodstartoval, na start se tak postavilo 160 jezdců. Do cíle u baziliky Superga dojelo 109 z nich, další 2 závodníci dojeli mimo časový limit.
UCI WorldTeamy
- AG2R Citroën Team
- Astana–Premier Tech
- Bora–Hansgrohe
- Cofidis
- Deceuninck–Quick-Step
- Groupama–FDJ
- Ineos Grenadiers
- Intermarché–Wanty–Gobert Matériaux
- Israel Start-Up Nation
- Movistar Team
- Team DSM
- Team Jumbo–Visma
- Team Qhubeka NextHash
- Trek–Segafredo
- UAE Team Emirates

UCI ProTeamy
- Androni Giocattoli–Sidermec
- Arkéa–Samsic
- Bardiani–CSF–Faizanè
- Caja Rural–Seguros RGA
- Eolo–Kometa
- Euskaltel–Euskadi
- Gazprom–RusVelo
- Vini Zabù

## Výsledky
| Pořadí | Jezdec                   | Tým                    | Čas        |
| ------ | ------------------------ | ---------------------- | ---------- |
| 1      | Primož Roglič (SLO)      | Team Jumbo–Visma       | 4h 17' 41" |
| 2      | Adam Yates (GBR)         | Ineos Grenadiers       | + 12"      |
| 3      | João Almeida (POR)       | Deceuninck–Quick-Step  | + 35"      |
| 4      | Tadej Pogačar (SLO)      | UAE Team Emirates      | + 35"      |
| 5      | Michael Woods (CAN)      | Israel Start-Up Nation | + 48"      |
| 6      | David Gaudu (FRA)        | Groupama–FDJ           | + 48"      |
| 7      | Diego Ulissi (ITA)       | UAE Team Emirates      | + 48"      |
| 8      | Fausto Masnada (ITA)     | Deceuninck–Quick-Step  | + 48"      |
| 9      | Nairo Quintana (COL)     | Arkéa–Samsic           | + 48"      |
| 10     | Alejandro Valverde (ESP) | Movistar Team          | + 56"      |